# Lonchoptera pinglongshanensis
Lonchoptera pinglongshanensis är en tvåvingeart som beskrevs av Dong, Pang och Yang 2008. Lonchoptera pinglongshanensis ingår i släktet Lonchoptera och familjen spjutvingeflugor. Inga underarter finns listade i Catalogue of Life.